# Letramento racial
O letramento racial é um processo pedagógico criado para desconstruir práticas e pensamentos racistas da sociedade. Visa ensinar a reconhecer, criticar e combater ações racistas praticadas no cotidiano.

## História
O termo "racial literacy" (em português: alfabetização racial) foi formulado pela primeira vez pela socióloga afro-americana France Windance Twine, em um artigo sobre sua pesquisa de campo realizada com famílias inter-raciais branca e negra. A pesquisa consistia em analisar as estratégias e ações adotadas pelos pais brancos em ensinar aos seus filhos negros sobre o racismo.

### No Brasil
A expressão "letramento racial" chegou ao país em 2012, com a tradução feita pela psicóloga Lia Vainer Schucman em seu trabalho de doutorado, onde entrevistou pessoas brancas sobre sua branquitude. A expressão raramente surgia em debates sobre racismo e branquitude no Brasil. Recentemente, o termo tomou lugar nos debates em questão.
Após casos de racismo ocorridos em empresas e instituições de ensino, em alguns casos ocorrendo ações fatais, organizações brasileiras estão reestruturando os quadros de seus colaboradores com equidade racial; e estão implementando a didática do letramento racial em seus currículos e formando seus gestores na prática do letramento racial.

## Fundamentos
O processo de letramento racial possui cinco fundamentos:
- Reconhecimento do privilégio branco.[2]
- Reconhecimento que o racismo é um problema atual.[2]
- Aprendizado das identidades raciais.[2]
- Aprendizado de vocabulário racial.[2]
- Interpretação de comportamentos e estruturas sociais baseadas na raça.[2]